# Иванинский, Олег Иванович
Олег Иванович Иванинский (родился 5 июня 1966, Новосибирск, Новосибирская область, РСФСР, СССР) — российский политический деятель, член партии «Единая Россия», министр здравоохранения Новосибирской области в 2014—2018 годах, депутат регионального Законодательного собрания с 2020 года. Из-за вторжения России на Украину находится под международными санкциями ряда стран.

## Биография
Олег Иванинский родился 5 июня 1966 года в Новосибирске. Окончил Новосибирский государственный медицинский институт (лечебное дело), в 1995 году защитил кандидатскую диссертацию на тему «Патоморфологическое и клинико-эндоскопическое исследование различных форм хронических циститов». Работал врачом-урологом в Новосибирской государственной областной клинической больнице, начальником отдела здравоохранения администрации Центрального района Новосибирска (1996—1998), первым заместителем начальника управления здравоохранения мэрии Новосибирска (1998—2001).
В 2001—2011 годах Иванинский был главным врачом муниципальной станции скорой медицинской помощи в Новосибирске, в 2011—2014 и 2018—2021 — главным врачом Новосибирского областного онкологического диспансера, в 2014—2018 — министром здравоохранения Новосибирской области. В 2001—2014 годах он заседал в региональном Законодательном собрании.
В 2021 году Иванинский победил на выборах по одномандатному округу в Государственную думу VIII созыва, стал депутатом от Новосибирской области. С 12 октября 2021 года является членом комитета Государственной думы по охране здоровья.
Из-за вторжения России на Украину находится под международными санкциями Евросоюза, США, Великобритании и ряда других стран.